# Jura (kanton)

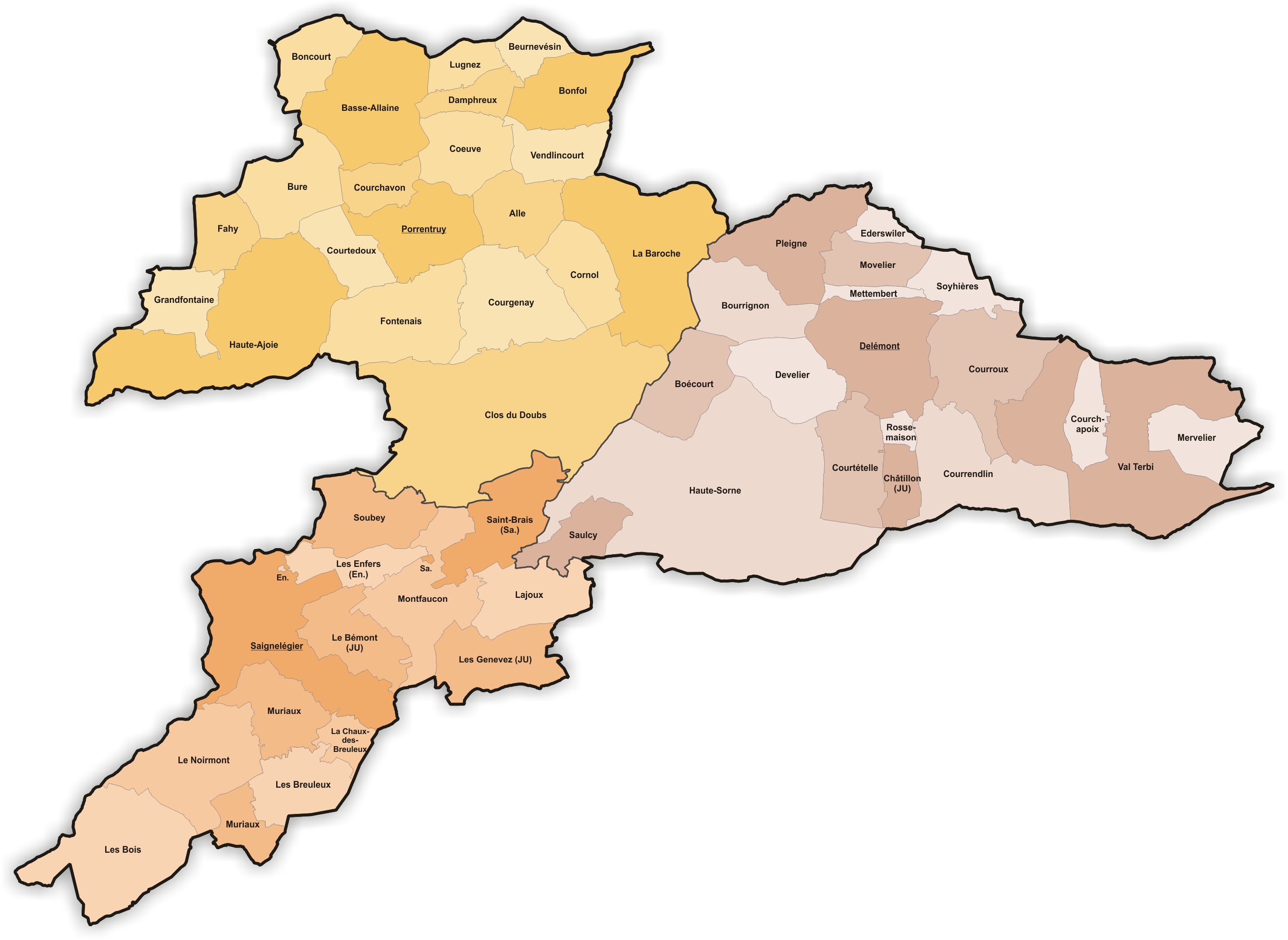
Karta över kantonen Juras kommuner.

Jura (lyssna (fil)) är en kanton i nordvästra Schweiz. Kantonens officiella namn är République et Canton du Jura.

## Historia
Fram till 1979 var den nuvarande kantonen Jura en del av kantonen Bern, se Jura bernois (historisk region), men efter en folkomröstning delades Bern i två kantoner; en huvudsakligen tyskspråkig, med namnet Bern, och en huvudsakligen franskspråkig, med namnet Jura.

## Geografi
Jura gränsar i söder till kantonerna Neuchâtel och Bern, i norr och väster till Frankrike samt i öst till kantonerna Basel-Landschaft och Solothurn.
Kantonen Jura utgör i söder en del av Jurabergen, medan den backiga Juraplatån ligger i kantonens norra del. Huvudort i kantonen är Delémont.

### Indelning
Jura är indelat i tre distrikt:
- Delémont, huvudort: Delémont (19 kommuner)
- Franches-Montagnes, huvudort: Saignelégier (13 kommuner)
- Porrentruy, huvudort: Porrentruy (21 kommuner)

Jura är indelat i 53 kommuner, se Lista över kommuner i kantonen Jura.

## Ekonomi
Näringslivet i Jura domineras av jordbruket och främst boskapsskötsel. I kantonens industri produceras bland annat ur, maskiner och tobaksvaror.

## Demografi
Jura hade 73 709 invånare (2020). Majoriteten av dessa är katoliker och fransktalande. Det är enbart i kommunen Ederswiler som det finns en tyskspråkig majoritet.
| Talade språk i Jura (2019)                                 | Talade språk i Jura (2019) | Talade språk i Jura (2019) | Talade språk i Jura (2019) | Talade språk i Jura (2019) |
| ---------------------------------------------------------- | -------------------------- | -------------------------- | -------------------------- | -------------------------- |
|                                                            |                            |                            |                            |                            |
|                                                            |                            |                            |                            |                            |
| Tyska                                                      | Tyska                      |                            | 6,8 %                      | 6,8 %                      |
| Franska                                                    | Franska                    |                            | 89,0 %                     | 89,0 %                     |
| Italienska                                                 | Italienska                 |                            | 2,0 %                      | 2,0 %                      |
| Engelska                                                   | Engelska                   |                            | 2,0 %                      | 2,0 %                      |
| Övriga                                                     | Övriga                     |                            | 10,4 %                     | 10,4 %                     |
| Möjlighet fanns att välja upp till tre stycken huvudspråk. |                            |                            |                            |                            |